# Кеннеди (город, Миннесота)
Кеннеди (англ. Kennedy) — город в округе Китсон, штат Миннесота, США. На площади 1,1 км² (1,1 км² — суша, водоёмов нет), согласно переписи 2002 года, проживают 255 человек. Плотность населения составляет 234,7 чел./км².
- Телефонный код города — 218
- Почтовый индекс — 56733
- FIPS-код города — 27-32732[1]
- GNIS-идентификатор — 0646089[2]